# Diidrocodeina
La  diidrocodeina è un principio attivo, che deriva dalla codeina, contenuta nelle capsule mature dei papaveri da oppio, e che quindi rientra nella famiglia degli oppiacei, anche se con effetti collaterali minori rispetto agli altri. 
È usata per il trattamento del dolore moderato e grave e anche come antitussivo.

## Effetti collaterali
Fra gli effetti collaterali più frequenti si riscontrano vomito, nausea e sonnolenza.